# Skara
Skara – miasto w południowej Szwecji, siedziba władz administracyjnych gminy Skara w regionie Västra Götaland. Około 10 963 mieszkańców. Prawa miejskie uzyskalo w 988 roku.
W mieście rozwinął się przemysł metalowy oraz chemiczny.